# Liebster Dziodzio
Liebster Dziodzio ist ein Dokumentarfilm des DEFA-Studios für Dokumentarfilme von Róza Berger-Fiedler aus dem Jahr 1981. 

## Handlung
Liebster Dziodzio wurde unter Verwendung von Zitaten aus Briefen Rosa Luxemburgs gedreht, die diese an ihren Geliebten, den revolutionären Arbeiterführer Leo Jogiches von ihren Aufenthalten in Polen, Deutschland, Frankreich und der Schweiz in den Jahren 1893 bis 1905 geschrieben hat. Mit historischen Foto- und Filmmontagen, gemischt mit neu gedrehtem Material, versucht der Film Einblicke in die Lebensproblematik, die Gedanken- und Gefühlswelt Rosa Luxemburgs zu geben. Bereichert wird der Film durch die Aufnahmen der Originalbriefe, die durch die Regisseurin vorgelesen werden, sowie mit Zeichnungen, Aquarellen und Herbarien, die aus Rosa Luxemburgs Hand stammen.

## Produktion und Veröffentlichung
Dieser auf ORWO-Color mit historischen Schwarzweißfilm-Anteilen wurde von der AG Geschichte/Dokumentation unter dem Arbeitstitel Schmetterlinge vom Pawiak gedreht. Die Premiere fand am 31. Juli 1981 statt.